# Tusculum
Tusculum es el nombre romano clásico de una importante ciudad latina situada en los montes Albanos, en la antigua región del Latium, en Italia (hoy en Frascati, provincia de Roma). 

## Localización

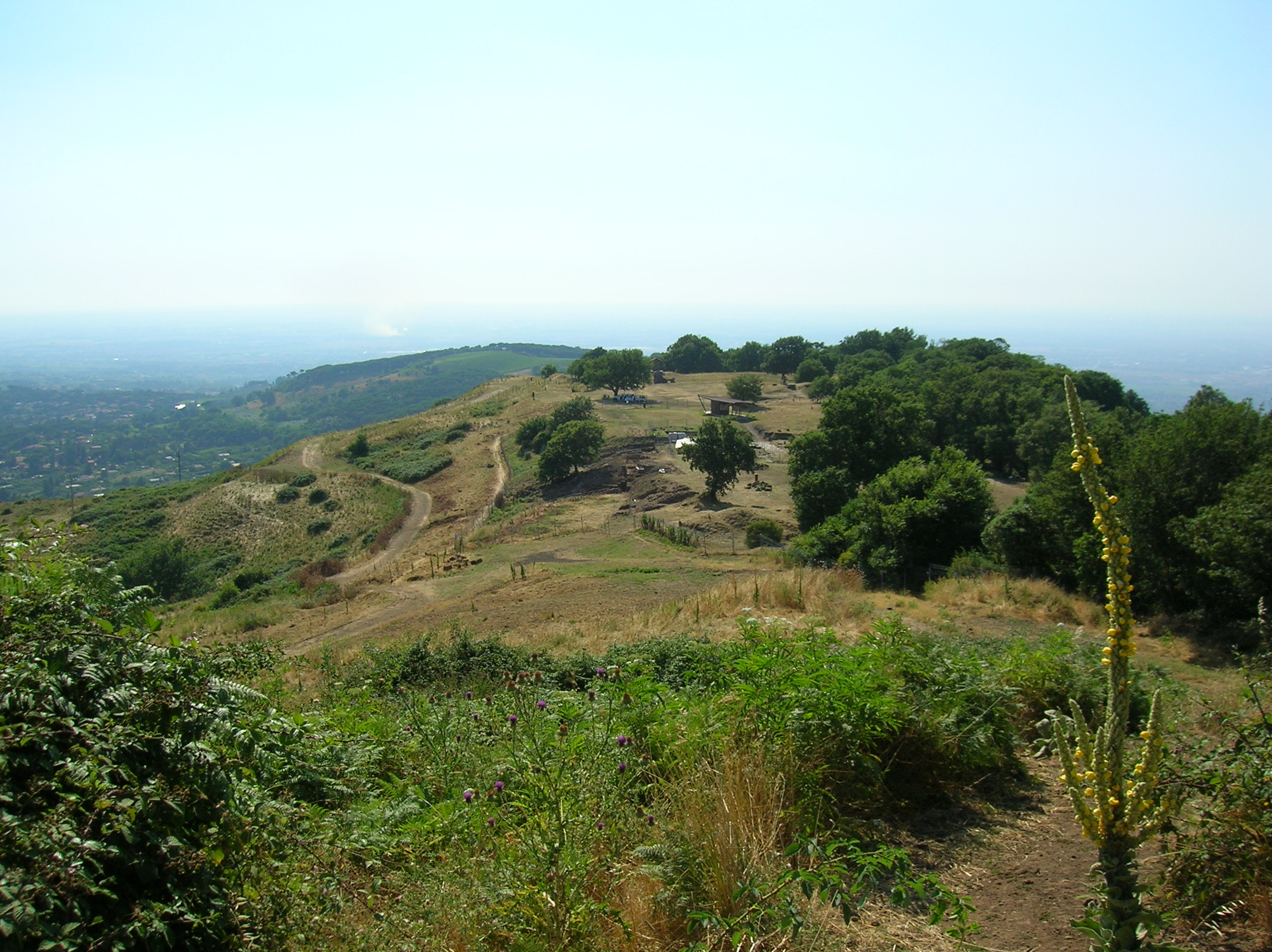
Vista de Tusculum

Las ruinas de Tusculum están situadas en una posición que domina el borde norte del cráter externo del volcán Albano, en los montes Albanos, 6 km al noreste de la moderna Frascati en el monte Túscolo. El punto más elevado está a 670 metros sobre el nivel del mar, la cima del monte Tuscolo. Tiene una amplia vista de la Campiña Romana, con Roma situada a 25 km al noroeste. Se tenía acceso a Roma por la Vía Latina (desde la que una bifurcación ascendía a Tusculum, mientras la carretera principal pasaba a través del valle más al sur), o por la Vía Labicana, al norte.
En el territorio de Tusculum había un río llamado Tuscus Amnis, que nacía en el monte Túscolo, bajo la acrópolis, y fluía a través del valle en dirección sur. Después el río giraba en dirección norte y se unía al río Aniene cerca del puente Mammolo. Más tarde, una presa, construida en 1122 por el papa Calixto II en el lugar conocido como Morena, cambió el curso del Tuscus Amnis hacia el «río Albula» (río Tíber).

## Historia

### Historia temprana
Urnas funerarias fechadas en los siglos VIII-VII a. C. demuestran claramente la presencia en esta zona de un poblado perteneciente a las últimas fases de la cultura Lacial, y una continua presencia de población humana desde el siglo VIII a. C. hasta el siglo XII.

### Antigüedad

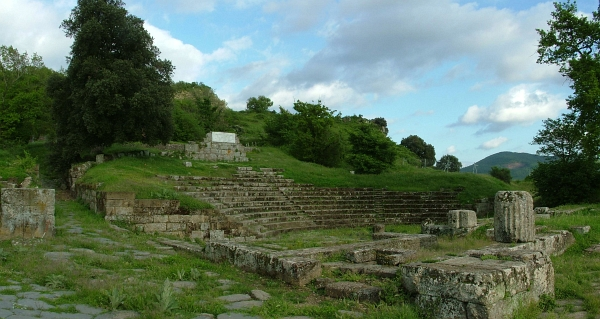
Vista del teatro romano de Tusculum

Según la tradición, la ciudad fue fundada por Telégono, el hijo de Ulises y Circe. Cuando Tarquinio el Soberbio fue expulsado de Roma, el jefe de Tusculum Octavio Mamilio se adhirió a su causa y tuvo un papel protagonista en la formación de la Liga Latina, compuesta por las treinta principales ciudades del Lacio coaligadas contra Roma. Mamilio dirigió el ejército latino en la batalla del Lago Regilo (496 a. C.), pero murió en el combate, y la hegemonía de Roma entre las ciudades latinas fue establecida. Conforme a algunos relatos Tusculum se convirtió en aquella época en aliada de Roma, y fue objeto a menudo de la hostilidad de las otras ciudades latinas.

### Tusculum romana
En 381 a. C., después de declarar su completa sumisión a Roma, los habitantes de Tusculum recibieron la ciudadanía romana con derecho a voto. Tusculum se convirtió en el primer municipium cum suffragio, y, a partir de entonces, la ciudad mantuvo el rango de municipium y los ciudadanos de Tusculum fueron registrados en la Tribu Papiria. Otros relatos, sin embargo, informan de que Tusculum mantuvo alianzas con los enemigos de Roma, la última de las cuales le unió a los samnitas en 323 a. C. 
Algunas de las más prominentes familias dirigentes romanas eran originarias de Tusculum. Entre ellas destacan las gens Mamilia, Fulvia, Fonteya, Juventia, Opia, Coruncania, Quincia, Rabiria, Javolenia, Cordia, Manlia, Furia y Porcia. Pertenecía a esta última el famoso Marco Porcio Catón "Catón el Viejo", nacido en Tusculum el año 243 a. C. En 54 a. C., en sus Orationes Pro Cn. Plancio (capítulo VIII), Marco Tulio Cicerón dejó escrito: 

«....tu es ex municipio antiquissimo tusculano ex quo plurimae sunt familiae consulares quot e reliquis municipiis omnibus non sunt....»

El consejo de la ciudad adoptó el nombre de senado y el título de dictador fue sustituido por el de edil (aedile en latín). A pesar de esto y del hecho de que se formó un colegio especial de caballeros romanos para hacerse cargo del culto de los dioses de Tusculum, especialmente el de los Dioscuros, los ciudadanos residentes en Tusculum no fueron ni numerosos ni hombres especialmente distinguidos. Las villas vecinas adquirieron de hecho mayor importancia que la ciudad misma, debido al difícil acceso a esta última. Hacia la etapa final de la República, y más todavía durante el periodo imperial, el territorio de Tusculum fue uno de los lugares de residencia preferidos por los romanos acaudalados. Entre ellos se encontraba Cicerón que en 45 a. C. escribió una serie de libros en su villa de Tusculum, las Tusculanae Quaestiones.
Una de las últimas evidencias arqueológicos de la Tusculum romana es una tabla de bronce del año 406 en honor del cónsul Anicio Probo y su hermana Anicia. Desde el siglo V al X no hay menciones históricas sobre Tusculum. En el siglo X surgen a la luz de la historia los Condes de Túsculo, una importante familia en la historia medieval de Roma.
El número y la amplitud de los restos arqueológicos de Tusculum casi desafían cualquier descripción, y solamente pueden ser descritos con claridad a través de un mapa. Ya en la época de Cicerón había dieciocho propietarios de villas en Tusculum. La mayor parte de su territorio, incluida la villa de Cicerón, contaba con suministro de agua a través del acueducto conocido como Aqua Crabra, pero no la ciudad propiamente dicha, que se encontraba en una posición demasiado elevada. En la colina de Túscolo se conservan los restos de un pequeño teatro, excavado en 1839.

### Alta Edad Media

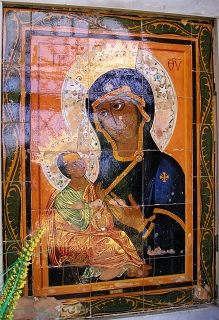
Madonna del Tuscolo

En la Alta Edad Media había tres iglesias en Tusculum, la de San Salvador y Santa Trinidad in civitate, y la de Santo Tomás en la acrópolis. El monasterio griego de Santa Ágata estaba situado al pie de la colina Túscolo, en la milla XV de la Vía Latina, la antigua Statio Roboraria. Fue erigido en 370 por el monje Juan de Capadocia para albergar una reliquia de su maestro San Basilio de Cesarea, también conocido como San Basilio el Grande, que le había entregado el monje Gregorio Nacianceno. En este monasterio griego murió San Nilo el Joven el 27 de diciembre de 1005.

#### Los condes de Tusculum (o Túsculo)
Desde el siglo X al siglo XII la historia de Tusculum se confunde con la de los Condes de Tusculum (o Túsculo). Esta familia tuvo sus orígenes en Teofilacto I, Conde de Túsculo (muerto en 924), y en su hija Marozia (892 - 932), que se casó con Alberico I de Spoleto (muerto en 917), duque y marqués de Spoleto y Camerino, vencedor en 915 en la batalla del río Garigliano contra el ejército sarraceno. Muchas veces se hace referencia a esta familia como los "Teofilactos",  patronímico derivado de su patriarca, o con el toponímico de "Tusculano", así tenemos que el nombre secular del papa Juan XII es "Octaviano de Tusculano" o " de Túsculo".
Los Condes de Túsculo se convirtieron en los árbitros de los asuntos políticos y religiosos en Roma; una posición que mantuvieron durante un largo período. Fueron probizantinos y enemigos del emperador del Sacro Imperio Romano Germánico. Muchos Papas del periodo comprendido entre el año 914 y el 1049 fueron miembros de esta familia. La particular fórmula creada por los Condes de Túsculo fue una solución al problema de la relación entre el poder civil y religioso en Roma; los Condes subordinaron sus propias necesidades a las del Papado. Los Condes de Túsculo llegaron a tener en aquella época a dos miembros de su familia como Papa y como jefe civil de Roma.
Se recuerda a Gregorio I de Túsculo como uno de los más grandes Condes debido a que reconstruyó la fortaleza de la colina Túscolo, dio como presente el Criptaferrata a San Nilo el Joven, y encabezó en 1001 la rebelión del pueblo romano contra el emperador Otón III.
Después de 1049 el Papado de los Condes de Túsculo declinó, ya que la particular fórmula de la familia-Papado quedó obsoleta. Posteriores sucesos desde 1062 confirmaron el cambio en la política de los Condes de Túsculo, que se convirtieron en aliados del emperador contra la comuna de Roma.

#### Los huéspedes notables de Tusculum
Tusculum tuvo en este periodo huéspedes muy importantes, entre los que se cuentan Enrique III, Sacro Emperador Romano, y su esposa, la emperatriz Inés, en 1046, Luis VII de Francia y su esposa Leonor de Aquitania en 1149, Federico Barbarroja y el Papa inglés Adriano IV en 1155.

#### La guerra con la comuna romana
En 1167 el ejército de la comuna romana atacó Tusculum en la conocida como batalla de Monte Porzio, en el campo de Prataporci, pero fue derrotada por el ejército de los aliados del emperador, dirigido por Christian I, Arzobispo de Mainz. En el verano de 1167 una plaga diezmó el ejército del emperador y Federico I Barbarroja regresó a Alemania.
En 1183 cuando el ejército de la comuna romana volvió a atacar Tusculum, el emperador Federico Barbarroja envió un nuevo contingente de tropas para su defensa.

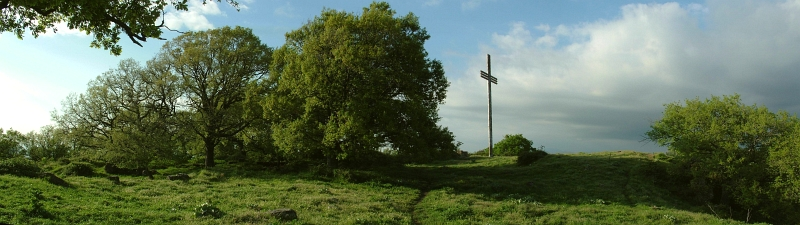
La cruz del Túscolo

#### La destrucción de Tusculum
El ejército de la comuna romana destruyó la ciudad el 17 de abril de 1191, con la aprobación del Papa Celestino III y la autorización, obtenida por el pueblo romano, de Enrique VI, Sacro Emperador Romano, hijo de Federico Barbarroja. 
Roger de Hoveden escribió «lapis supra lapidem non remansit», y, de hecho, los soldados de la comuna se llevaron a Roma las piedras de las murallas de Tusculuum como botín de guerra.
El retrato de la Madonna del Tuscolo situado actualmente en un pequeño aedicule en la colina Túscolo es una reproducción en cerámica de un icono original de Tusculum, que hoy se halla en la abadía de Santa María en Grottaferrata.

### Desde la destrucción hasta la actualidad

#### El saqueo de Tusculum
Después de su destrucción, Tusculum se convirtió en una zona de bosque y tierra de pasto, siendo los edificios destruidos de Tusculum utilizados como cantera por los habitantes de las ciudades vecinas de los montes Albanos.

#### La dispersión de los habitantes de Tusculum
A partir de 1167 los habitantes de Tusculum comenzaron a trasladarse a pequeñas aldeas vecinas (Locus) como Monte Porzio Catone o Grottaferrata, aunque la mayor parte de los tusculanos se establecieron en Frascati. El día de su destrucción la ciudad de Tusculum, de hecho, estaba desierta. Se encontraba en ella solamente un pequeño grupo de tropas de defensa.
En una excavación en 1999 se encontraron evidencias arqueológicas de sepulturas, desde 1191, en el área al sur de la ciudad, entre ésta y la Vía Latina, en el lugar que hoy ocupan las ruinas de una iglesia medieval del siglo XIII.

#### El redescubrimiento y las excavaciones arqueológicas de Tusculum
En 1806 Luciano Bonaparte inició la primera campaña de excavaciones arqueológicas en la cima de la colina Túscolo. En 1825 Cristina de Borbón, mujer de Carlos Félix de Cerdeña, contrató al arqueólogo Luigi Biondi para encontrar el emplazamiento de la antigua ciudad de Tusculum. En 1839 y 1840 el arquitecto y arqueólogo Luigi Canina, por encargo de la misma familia real, excavó el área del teatro de Tusculum. Las antiguas obras de arte desenterradas fueron enviadas al castillo de Aglié de los Duques de Saboya en el Piamonte.
En 1890 Thomas Ashby, un experto en topografía de monumentos antiguos, llegó a Roma como director de la British School. Estudió los monumentos de Tusculum e informó de los resultados en la obra La Campiña romana en la época clásica (The Roman Campagna in Classical Times) publicada en Londres en 1927. 
En 1955 y 1956 el arqueólogo Maurizio Borda excavó una necrópolis de urnas. Desde 1994 a 1999 las últimas campañas de excavaciones del arqueólogo Xavier Dupré, de la Escuela Española de Historia y Arqueología en Roma, han ayudado a comprender mejor la historia de esta antigua ciudad latina.

#### La cruz
Actualmente en la cima de la colina Túscolo se halla un altar y una cruz de hierro de 19 metros de altura. En el altar se encuentra una losa de mármol con la siguiente inscripción en latín:

HIC UBI DIIS GENTIUM EXTITERE DELUBRA

CRUX CHRISTI REFULGET

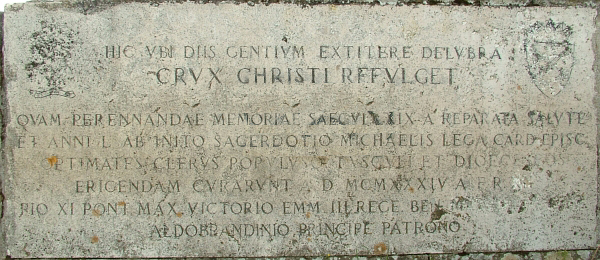
La losa de mármol.

QUAM PERENNANDAE MEMORIAE SAECULI XIX A REPARATA SALUTE

ET ANNI L AB INITIO SACERDOTIO MICHAELIS LEGA CARD EPISC

OPTIMATES CLERUS POPULUSQUE TUSCULI ET DIOECESEOS

ERIGENDAM CURARUNT A.D. MCMXXXIV A FR XII

PIO XI PONT. MAX - VICTORIO EMM. III REGE - BENITO MUSSOLINI DUX -

ALDOBRANDINIO PRINCIPE PATRONO